# Splachnobryum obtusum
Splachnobryum obtusum är en bladmossart som beskrevs av C. Müller 1869. Splachnobryum obtusum ingår i släktet Splachnobryum och familjen Splachnobryaceae. Inga underarter finns listade i Catalogue of Life.